# Proibição da venda de pastilhas elásticas em Singapura
A venda de pastilha elástica em Singapura é ilegal desde 1992. Algumas motivações para a proibição incluíram parar a colocação de pastilha elástica usada em locais inapropriados e caros, como nos sensores das portas do metro, dentro de cilindros de fechaduras, e nos botões dos elevadores. Desde 2004, uma exceção tinha existido para pastilha elástica terapêutica, dentária, e de nicotina, que pode ser comprada por um doutor ou farmacêutico registado. Não é ilegal mascar pastilha elástica na Singapura, mas é contra a lei importa-la ou vendê-la, tirando as exceções referidas. Segundo um artigo da BBC News, é legal para um viajante trazer uma pequena quantidade de pastilha elástica para uso pessoal, e existe uma multa por cuspir chicletes num sítio inapropriado.

## Origens

### Lee Kuan Yew
No seu livro de memórias, Lee Kuan Yew disse que em 1983, quando ele era Primeiro Ministro da Singapura, uma proposta para a proibição foi-lhe trazida por Teh Cheang Wan, então Ministro do Desenvolvimento Nacional. A pastilha elástica estava a causar problemas de manutenção em arranha-céus de habitação pública, com vândalos a descartar chiclete usada em caixas de correio, dentro de fechaduras, e nos botões do elevador. Pastilha elástica deixada no chão, escadarias, e pavimentos em áreas públicas aumentou o custo de limpeza e equipamento danificado de limpeza. Chiclete presa nos assentos de autocarros públicos também era um problema. No entanto, Lee pensou que uma proibição seria "demasiado drástica".[carece de fontes?]

### Transporte rápido de massa e implementação
Em 1987, o sistema local ferroviário de $5 mil milhões, o Metropolitano de Singapura, começou a funcionar. Foi então o maior projeto público já implementado na Singapura.[carece de fontes?]
Foi relatado que os vândalos tinham começado a colar pastilha elástica nos sensores das portas dos comboios, impedindo as portas de funcionarem devidamente e causando distúrbios nos serviços ferroviários. Tais incidentes eram raros mas caros, e os culpados eram difíceis de prender. Em janeiro de 1992, Goh Chok Tong, recém eleito Primeiro Ministro, decidiu uma proibição. A restrição na distribuição de pastilha elástica foi decretada no Capítulo 57 do Estatuto de Singapura, o Controlo do Ato de Manufatura, que também governa a restrição de certos produtos de álcool e tabaco.

## Resultados
Depois da proibição ser anunciada, a importação de pastilha elástica foi imediatamente parada. Depois de um período de transição permitindo que as lojas pudessem escoar o stock existente, a venda de pastilha elástica foi completamente banida, as penalidades sendo multas de até $2,000 para aqueles condenados de vender pastilha elástica como também multas e/ou prisão para importadores. O stock existente de chicletes foi confiscado.
Quando inicialmente apresentada, a proibição causou muita controvérsia e alguma provocação. Algumas pessoas viajaram para a vizinha Jor Baru, Malásia, para comprarem pastilha elástica. Os infratores foram publicamente "nomeados e humilhados" pelo governo, para servir como um dissuasor para outros possíveis contrabandistas. Nenhum mercado negro para pastilha elástica na Singapura emergiu, embora alguns singapurianos ainda conseguem ocasionalmente contrabandear alguma pastilha elástica de Jor Baru para consumo próprio. Subsequente à proibição, os conselhos municipais relataram uma diminuição substancial em lixo de pastilhas elásticas em espaços públicos, e a pastilha elástica já não encravava portas de elevador ou fazia distúrbios nos sistemas ferroviários.
A proibição foi desde então parcialmente levantada, pois alguns tipos de chicletes são permitidas, como chicletes para saúde dentária. No entanto, o governo recusa-se a levantar completamente a proibição devido ao risco do regresso da poluição de chiclete.[carece de fontes?]

## Atenção internacional
Nos meados dos anos 90, as leis de Singapura começaram a receber cobertura da imprensa internacional. A mídia dos EUA prestou grande atração ao caso de Michael P. Fay, um adolescente americano sentenciado em 1994 a fustigação em Singapura por vandalismo (usando tinta spray, não pastilha elástica). Também chamaram à atenção por outras das leis da Singapura, incluindo a regra de "descarga obrigatória de banheiros públicos". Relatos confusos sobre estas questões levaram ao mito que o uso ou importação de pastilha elástica é punível com fustigação. Na verdade, as únicas penalidades fornecidas sob o Capítulo 57 são multas e prisão.
Quando um repórter da BBC sugeriu que tais leis iriam abafar a criatividade das pessoas, Lee Kuan Yew disse: "Se não consegues pensar porque não podes mastigar, tenta uma banana".

## Revisão

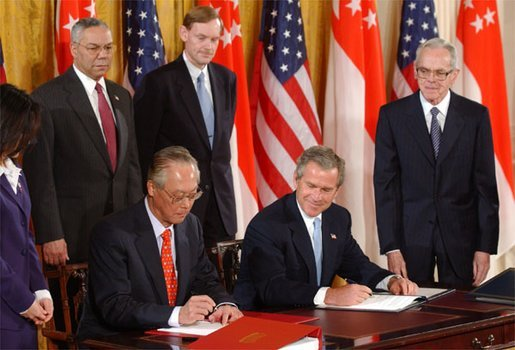
O Presidente dos EUA George W. Bush e o Primeiro Ministro da Singapura Goh Chok Tong assinam um acordo de comércio livre na Casa Branca, a 6 de maio de 2003. Foto da Casa Branca por Tina Hager.

Em 1999, o Presidente dos Estados Unidos Bill Clinton e o Primeiro Ministro da Singapura Goh Chok Tong concordou em iniciar conversas entre os dois países para um acordo bilateral de comércio livre (USS-FTA). As conversas mais tarde continuaram sob a nova administração do Presidente George W. Bush.[carece de fontes?]
A Wm. Wrigley Jr. Company, com sede em Chicago, contou com a ajuda de um lobista de Washington, D.C. e do congressista de Illinois Phil Crane, então presidente da Subcomissão de Comércio da Câmara dos Estados Unidos, para colocar pastilha elástica na agenda do Acordo de Livre Comércio entre Estados Unidos e Singapura. Isto causou um dilema para o Governo de Singapura. Reconheceu os benefícios de saúde de certas chicletes, como uma marca de chicletes sem açúcar que contem lactato de cálcio para fortalecer o esmalte dentário. A venda desta recém categorizada chiclete medicinal foi permitida, desde que fosse vendida por um dentista ou farmacêutico, que tem de manter um registo dos nomes dos compradores.